# トラム (ユトレヒト)

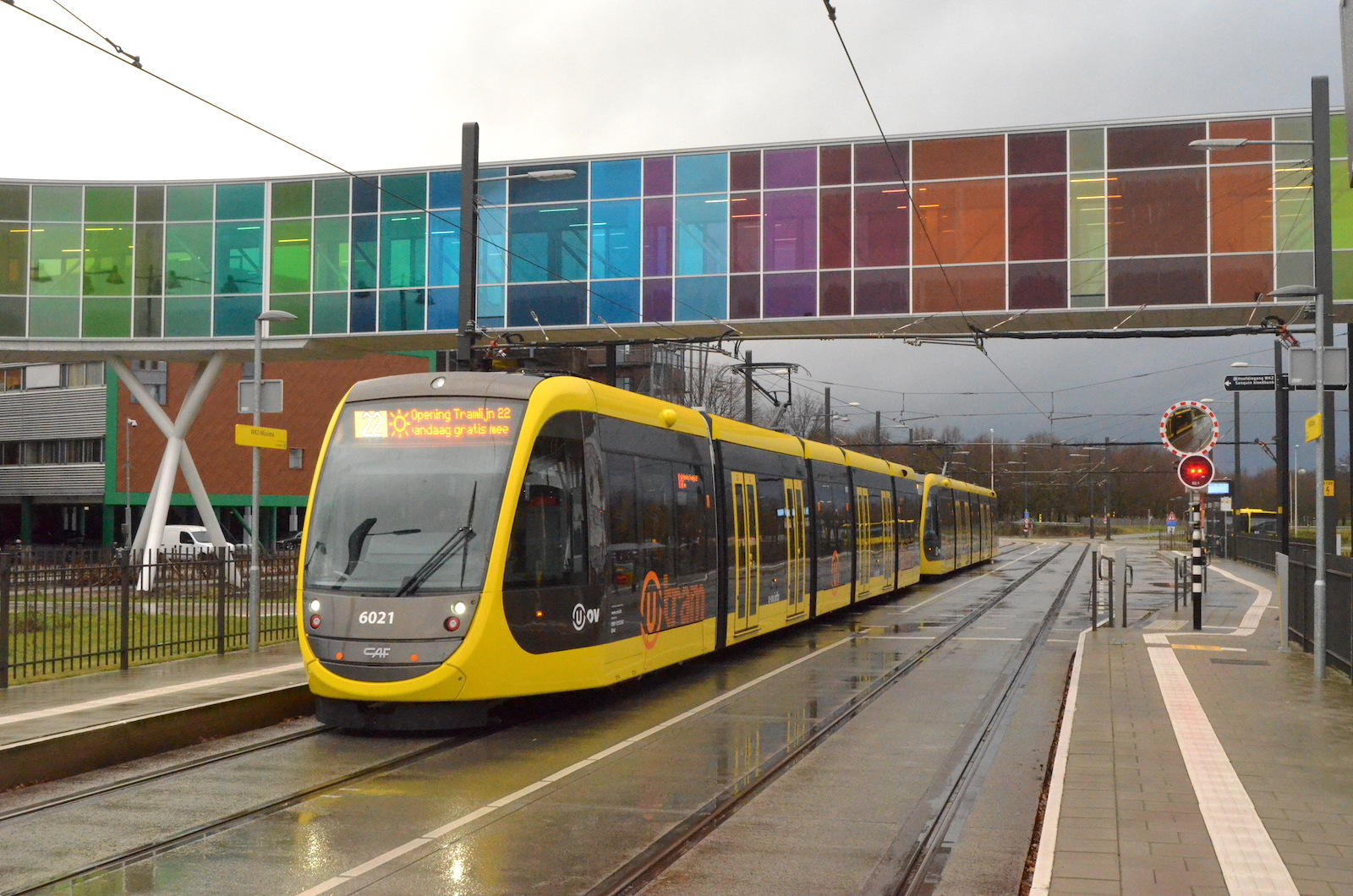
60系統の列車

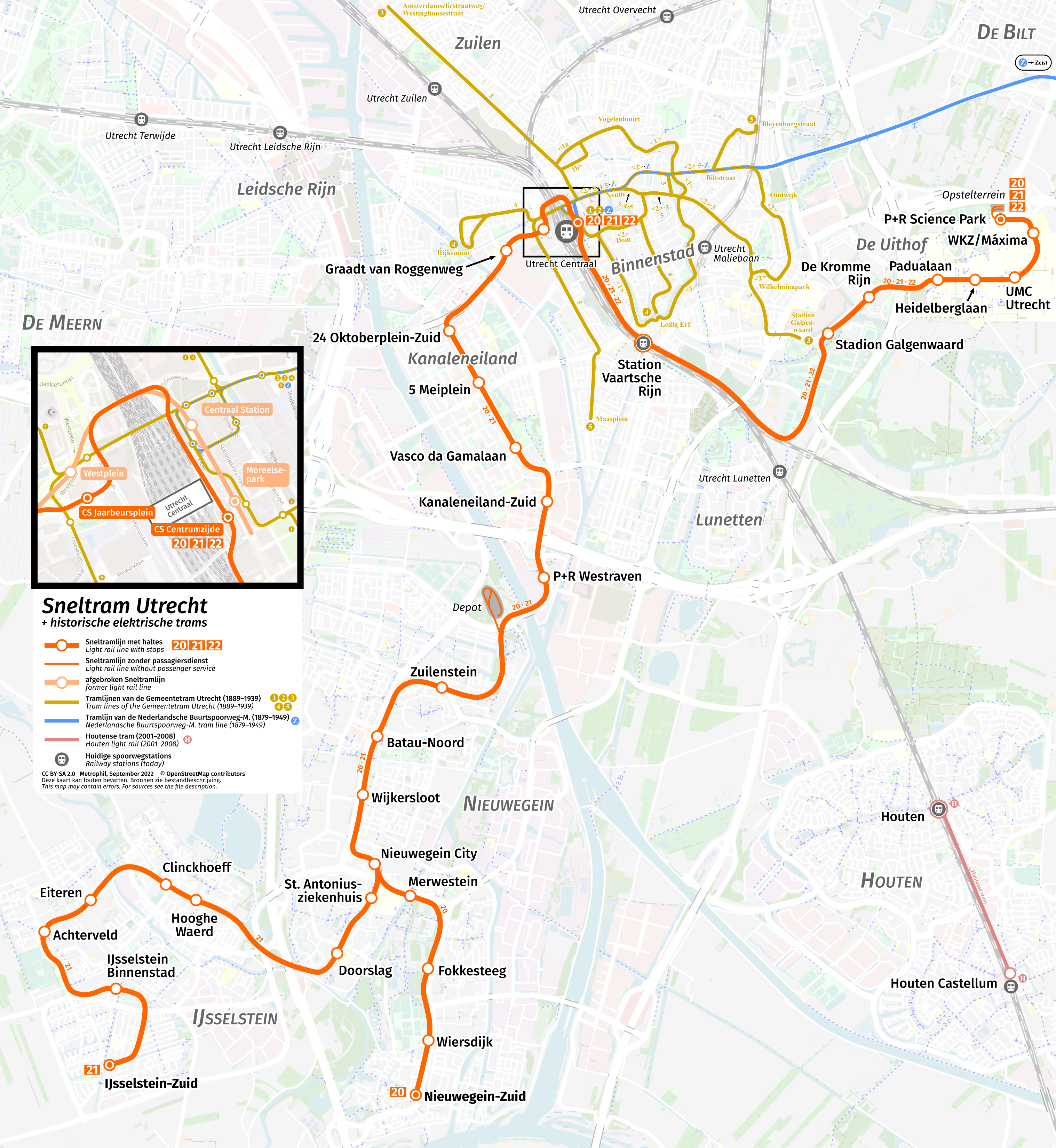
路線図

ユトレヒト快速トラム（オランダ語：Utrechtse sneltram）とは、オランダのユトレヒトと郊外都市の間で運行されている2路線の路面電車のこと。ライトレールに分類される。軌間1.435mの標準軌、750ボルト直流電化の路線で、全線で専用軌道敷を走る。運行事業者はConnexxion、軌道保有はProRailである。

## 路線
路面電車の車両などには系統番号では無く、行き先のみが表示されている。

### 60系統
ユトレヒト中央駅付近のMoreelsepark駅から、ユトレヒト中央駅前を経由し、ニーウェヘイン中央駅を経てニーウェヘイン南駅までを結んでいる。ニーウェヘイン中央駅で61系統と分岐している。
全線所要時間約30分、運行間隔1時間に4本であり、2009年現在の運賃は4ストリッペン（1.95ユーロ相当）である。

### 61系統
ユトレヒト中央駅付近のMoreelsepark駅から、ユトレヒト中央駅前を経由し、ニーウェヘイン中央駅、アイセルスタイン中央駅を経てアイセルスタイン南駅までを結んでいる。ニーウェヘイン中央駅で60系統と分岐している。
全線所要時間約40分、運行間隔1時間に4本であり、2009年現在の運賃は5ストリッペン（2.43ユーロ相当）である。

## 歴史
ユトレヒト市街地と郊外の新興都市間の交通機関としてランドスタット鉄道のような鉄道、トロリーバス又は快速トラムが検討された結果、快速トラムを建設することと決定された。当初オランダ鉄道が軌道敷設を開始したが、地方交通の関係者間で調整した結果、バスの運転手が路面電車の運転士を兼業できるということで、この地区でバス事業を行っているMidnet社が事業を行うことになった（1999年からはMidnetから事業を買収したConnexxion社が快速トラム事業を行っている）。なお、完成した軌道の保有と運営管理はオランダ鉄道などと同じく、ProRail社が行っている。
1983年にはMoreelsepark駅からニーウェヘイン南駅の路線が開通した。当時は100系統と呼ばれていた。1985年にはアイセルスタインへの分岐線が開通し、101系統として運行された。1994年には地域交通の路線番号の変更作業により、60、61系統に系統番号が変更された。2000年に、61系統は現在のアイセルスタイン南駅まで延伸し、現在の路線網となった。